# Wegedoornooglapmot
De wegedoornooglapmot (Bucculatrix rhamniella) is een vlinder uit de familie ooglapmotten (Bucculatricidae). De wetenschappelijke naam is voor het eerst geldig gepubliceerd in 1855 door Herrich-Schäffer.
De soort komt voor in Europa.